# زاویه، گران‌بوی
زاویه (ترکی آذربایجانی: Zeyvə) یک منطقهٔ مسکونی در جمهوری آرتساخ است که در استان شاهومیان واقع شده‌است. زاویه ۱٬۷۵۹ نفر جمعیت دارد.